# Gram négatif
Pour les articles homonymes, voir Gram.

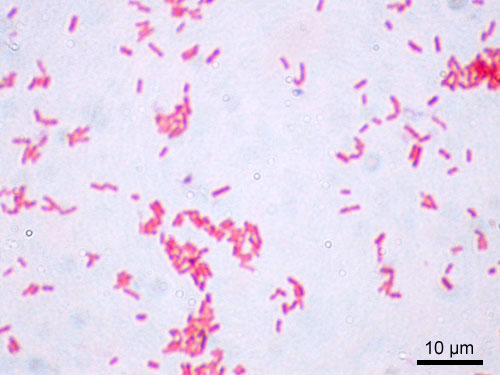
Coloration de bacilles à Gram − (Escherichia coli).

Les bactéries à Gram négatif sont mises en évidence par une technique de coloration appelée coloration de Gram. Les bactéries à Gram négatif apparaissent alors roses au microscope. La technique de coloration révèle des caractéristiques membranaires et de paroi de la bactérie. Néanmoins, il ne s'agit pas d'un facteur de classement phylogénétique : en effet, les groupes Gram + et Gram − ne sont ni l'un ni l'autre monophylétiques.

## Principe de coloration
Après fixation des bactéries sur une lame (deux méthodes possibles : fixation à l'éthanol à 90° (5 minutes) ou par passage de la lame dans la flamme, dite frottis) :
- la lame est plongée dans un premier colorant : le violet de gentiane (1 minute). Le violet de gentiane, toxique et cancérigène, est un colorant puissant. Il va traverser les parois et membranes des bactéries et se fixer dans leurs cytoplasmes. Ainsi à cette étape toutes les cellules sont colorées en violet ;
- la lame est ensuite traitée au lugol (diiode) en solution qui sert de mordant (30 secondes) : il va renforcer le violet de gentiane contenu dans le cytoplasme des bactéries ;
- on chasse ensuite le violet avec une solution d'éthanol à 90°. Cette étape est cruciale car permet de discriminer les bactéries Gram négatif des bactéries Gram positif. Le principe est le suivant : les bactéries Gram négatif possèdent une paroi pauvre en peptidoglycane, composant qui en raison de sa faible quantité va permettre à l'alcool d'emporter le violet de gentiane, celui-ci disparaissant du cytoplasme. La bactérie est donc décolorée (pour plus d'information, voir les caractéristiques des bactéries Gram négatif) ;

- la lame, après avoir été rincée, est plongée brièvement dans un deuxième colorant, la fuchsine (1 minute). Ce colorant traverse toutes les parois et membranes et va colorer en rose toutes les bactéries qui ont été décolorées durant l'étape précédente ; les bactéries Gram positif étant colorées en violet (plus sombre) n'apparaîtront pas rose (plus clair).

La lame est ensuite récupérée, rincée et séchée, puis observée au microscope optique généralement à l'objectif x100 + huile à immersion. Les bactéries Gram négatif apparaîtront en rose. L'observation de leur couleur est généralement accompagnée de descriptions structurelles (ex. : bacille ou coque).

## Caractéristiques des bactéries à Gram négatif

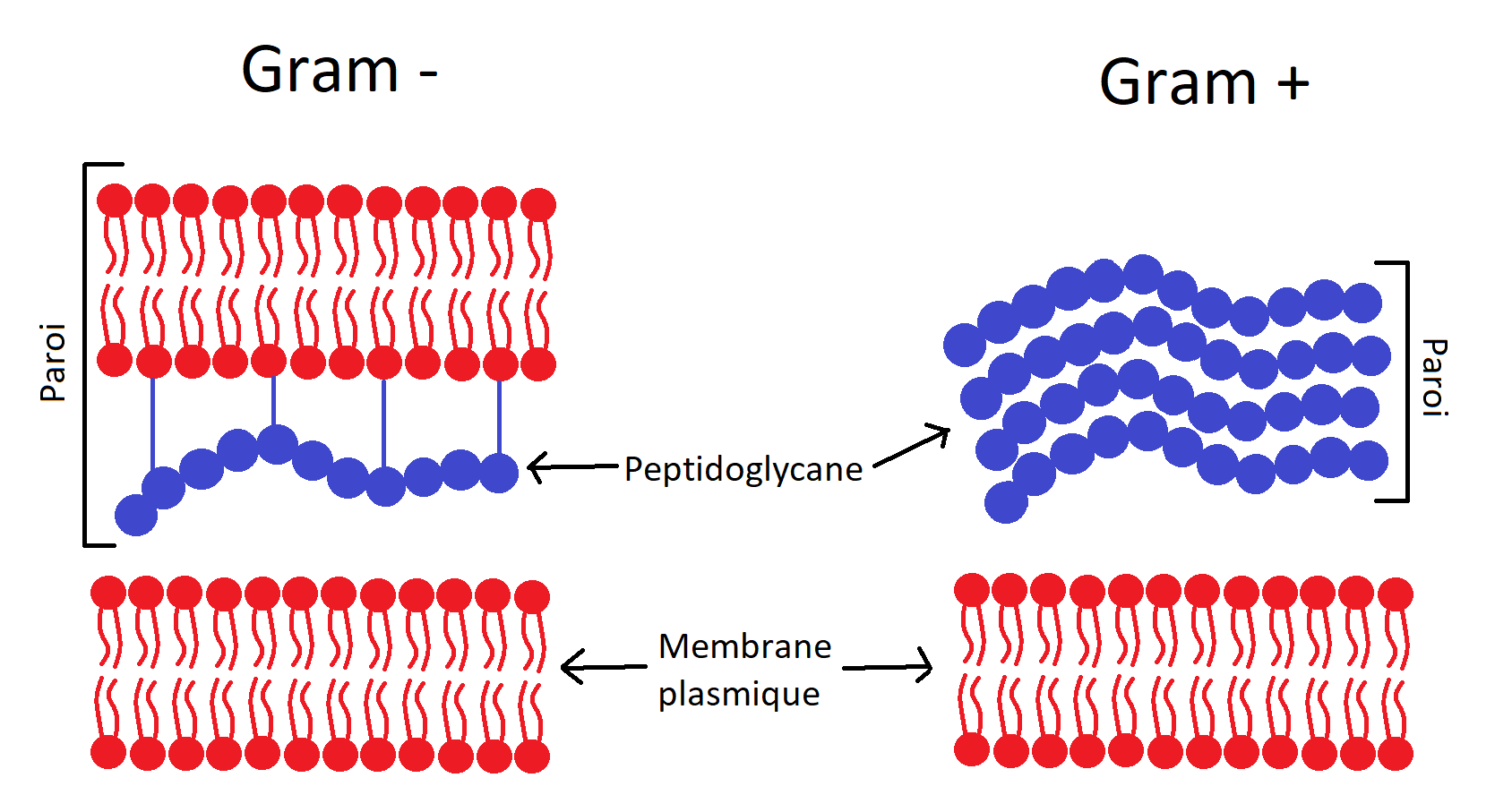
Comparaison des parois des bactéries Gram - et Gram+

Les bactéries Gram négatif ont (sauf exception) une structure bimembranée qui s'organise en trois grandes parties, soit, de l'extérieur vers l'intérieur :
- la membrane externe ;
- l'espace périplasmique, comportant notamment la paroi ;
- la membrane plasmique.

La membrane externe est en contact direct avec le milieu extérieur. Elle est principalement composée de phospholipides organisés en bicouche (partie hydrophile à l'extérieur et partie lipophile à l'intérieur) mais contient aussi de nombreuses protéines intrinsèques, notamment les protéines de transport appelées porines. Beaucoup de bactéries Gram négatif (par exemple Salmonella) possèdent aussi un composé non protidique appelé lipopolysaccharide ou LPS ; ce composé peu immunogène, dont le pouvoir pathogène (lipide A) est inclus dans la membrane externe, s'active lors de la lyse de la bactérie. La membrane externe est reliée au peptidoglycane par la lipoprotéine de Braun.
L'espace périplasmique est un espace de stockage d'enzymes, de nutriments... Il a beaucoup d'autres fonctions, notamment dans certaines étapes de la biosynthèse des protéines et dans le métabolisme. Il se situe entre la membrane externe et la membrane plasmique et il contient une couche de peptidoglycanes. La couche de peptidoglycane (appelé aussi muréine) est relativement mince chez les Gram négatif contrairement aux Gram positif.
La membrane plasmique est semblable à la membrane externe (excepté le LPS). Elle possède des protéines poreuses aboutissant dans l'espace périplasmique (biosynthèse des protéines). La membrane plasmique contient de nombreux autres complexes protéiques d'une importance vitale pour la bactérie (comme l'ATP synthase) qui ont des rôles prépondérants dans le métabolisme bactérien.

## Exemples
- Famille des Alcaligenaceae :
  - genre Bordetella - exemple : Bordetella pertussis.
- Famille des Enterobacteriaceae :
  - genre Salmonella ;
  - genre Escherichia - exemple : Escherichia coli ;
  - genre Yersinia - exemple : Yersinia pestis (responsable de la peste).
- Famille des Vibrionaceae :
  - genre Vibrio - exemple : Vibrio cholerae (responsable du choléra).
- Famille des Pseudomonadaceae :
  - genre Pseudomonas.
- Famille des Rhizobiaceae :
  - genre Agrobacterium - exemple : Agrobacterium tumefaciens (responsable de la galle du collet) ;
  - genre Rhizobium - exemple : Rhizobium rhizogenes.

Cependant, il est à noter que le fait même de regrouper les bactéries en ces familles est remis en question, à l'exception de la famille des entérobactéries qui, seules, ont entre elles une ressemblance génétique et non uniquement biochimique.